# Mieczysław Neumann
Mieczysław Neumann (ur. 24 września 1904 w Poznaniu, zm. 1973 w Poznaniu) – polski bokser.

## Życiorys
Zaczął uprawiać boks uprawiał w klubie Zbyszko Poznań. Startując w kategorii muszej, zdobył mistrzostwo Polski w 1924, zostając pierwszym mistrzem Polski w historii polskiego boksu.  
Został pochowany na cmentarzu Górczyńskim w Poznaniu (kwatera: IVP, rząd: 1, miejsce: 2}).